# Devil May Cry (серія)
Devil May Cry (яп. デビル メイ クライ, укр. Диявол може плакати, Диявол теж плаче) — серія популярних відеоігор в жанрі hack and slash, створена Capcom. Перша гра в серії задумувалася як спіноф Resident Evil, але була перетворена в окремий проєкт. Серія отримала статус «Платинової», коли перші три гри з неї були продані в кількості кількох мільйонів. Оригінальні три гри були перевидані в 2012 році в HD-графіці для PlayStation 3 та Xbox 360.
В 2013 вийшла єдина гра-перезапуску серії, DmC: Devil May Cry. Після цього оригінальна серія продовжилася Devil May Cry 5.
Події ігор доповнюють два аніме-серіали та комікси.
Головним героєм серії є чоловік на ім'я Данте, син земної жінки і демона Спарди, який повстав проти інших демонів, захищаючи людей. Данте має приватне агентство «Devil May Cry», яке займається боротьбою з демонами. Його регулярним суперником є брат-близнюк на ім'я Вергілій.

## Ігровий процес

Данте бореться з ворогами в DmC: Devil May Cry

Здебільшого використовується холодна зброя, така як мечі, але персонажі мають і стрілецьку, а в ході сюжету здобувають різноманітну іншу. Використання тієї чи іншої зброї визначає стилі гри. Тривале дотримання одного стилю винагороджується.
Стиль оцінюється під час бою латинськими буквами, від гіршого до кращого: D, C, B, A, S. Оцінки також розшифровуються за словами, які починаються на відповідну букву, наприклад, A — Анархія. Третя гра представила найвищі оцінки «SS» і «SSS».
Спеціальні Статуї божества (англ. Divinity Statue) слугують своєрідними магазинами, де можна придбати нові прийоми бою і предмети в обмін на знайдені чи вибиті з ворогів червоні сфери, які виконують роль валюти. Сфери інших кольорів призначені для заповнення шкали «Демонічної сутності», воскрешання.
Здатність «Демонічна сутність» (англ. Devil Trigger) дозволяє персонажеві гравця тимчасово перетворитися на демона з додатковими можливостями, коли від попередніх убивств заповнюється спеціальна шкала. В цьому режимі сила помітно зростає, а здоров'я персонажа поступово відновлюється.
Данте, як правило, головний герой в іграх, хоча трапляються і інші, за яких доводиться грати якийсь час. В Devil May Cry 2 такими персонажами були Люсія і Тріш, спеціальне видання Devil May Cry 3 дозволяло грати за Вергілія, в Devil May Cry 4 фігурує новий герой на ім'я Неро.
Devil May Cry 2 ввела можливість виконувати комбіновані атаки в повітрі і ухилення. Там також з'явилася швидка зміна зброї, без перемикання на екран інвентаря, до якого складаються всі добуті предмети.
Devil May Cry 3 додала вибір стилів гри, що дозволяє гравцеві зосередитися на своїх улюблених прийомах або зброї, будь то мечі, пістолети, ухилення або захист. Кожен з чотирьох основних стилів отримує очки досвіду, які розблоковують більше методів і здатностей без затрат червоних сфер. Додалася друга кнопка зміни зброї, дозволяючи гравцеві швидко переходити на «демонічну» зброю.
Devil May Cry 4 принесла велику інновацію у вигляді демонічної руки Неро, яка дає можливість хапатися за віддалені предмети, притягувати ворогів і кидати їх об землю. Неро також був озброєний мечем, який може бути розжарений для збільшення завдаваних ушкоджень. При грі за Данте, гравці можуть також перемикатися між різними стилями бою, тоді як в Неро він один.
DmC: Devil May Cry ввела систему двох видів зброї: ангельської та демонічної. Ангельська більш підходяща для знищення великих груп слабких ворогів і включає гак, що підтягує Данте до ворогів. Демонічна ж є повільною і потужною і включає гак, який притягує ворогів до Данте. З'явилися вороги, вразливі тільки до одного виду зброї.
У Devil May Cry 5 персонаж Ві має особливий спосіб бою, в основі якого прикликання фамільярів. Вони по-різному атакують ворогів, поки Ві перебуває на віддалі, а потім добиває ослаблених ворогів.

## Ігри серії

### Оригінальна серія
У 1998 році, після завершення роботи над Resident Evil 2, керівництво компанії Capcom доручило геймдизайнерові Хідекі Камії зайнятися продовженням серії. Камія ж захотів розповісти історію нового генетично поліпшеного героя, що бореться з демонами в похмурому готичному світі. Настільки радикальні нововведення в рамках всесвіту Resident Evil були відхилені продюсерами Capcom, тим не менше, сама задумка була прийнята і втілилася в окрему гру. Перша частина Devil May Cry вийшла видовищним розважальним продуктом, в якому органічно поєднувалися ефектні битви з демонами, головоломки різного ступеня складності і цікавий сюжет, а продажі в кілька мільйонів копій забезпечили створення повноцінних продовжень і появу супутньої продукції: книг, манґи і аніме.
Хронологічний поряд подій серії не збігається з порядком виходу ігор. Найраніші події показані в Devil May Cry 3.
Devil May Cry 3: Dante's Awakening
Одного разу в магазинчик Данте, тоді ще 19-річного юнака, навідується чоловік на ім'я Аркхем і передає Данте своєрідне запрошення від його брата, Вергілія, зустрітися. З Вергілієм Данте мав складні стосунки через прагнення першого мати якомога більше сили. В цей час з-під землі піднімається наповнена демонами башта, на верхівці якої і знаходиться Вергілій. Данте пробирається до брата, зустрічаючи жінку Леді, дочку Аркхема, яка праге помститися батькові за смерть матері. Таки дійшовши наверх, брати вступають у двобій, Вергілій відбирає амулет Данте. Але виявляється, що ними усіма маніпулював Аркхем, аби відкрити ворота в світ демонів.
Брати об'єднуються в боротьбі з лиходієм та вирушають за ним в саме пекло, де здобувають над Аркхемом перемогу. Однак між ними знову спалахує ворожнеча через амулет їхньої матері і меч батька. Вергілій програє і залишається в пеклі, а Данте, проливши сльозу, оскільки брат все ж був йому дорогим, повертається в світ людей, де разом з Леді називає агентство «Devil May Cry» (Диявол теж плаче).
Devil May Cry
Колись владика демонів Мундус задумав захопити світ людей, але його права рука, Спарда, вступився за людей та ув'язнив Мундуса.
В агентство Данте приходить жінка Тріш та повідомляє, що Мундус вибрався з ув'язнення і тепер перебуває на острові Маллет. Вони вирушають туди і Данте стикається спочатку з демонами, а потім із загадковим демонічним лицарем Нело Анджело, який відступає, побачивши амулет, що дістався Данте від матері. Зустрівши Нело Анджело вдруге, Данте розуміє, що це його брат, Вергілій, поневолений злими силами.
Тріш виявляється слугою Мундуса і намагається вбити Данте, але той залишає її живою, попри нагоду помститися. Та віддячує тим, що рятує Данте при битві з Мундусом. Подолавши владику демонів, обоє покидають острів і стають напарниками.
Devil May Cry 2
Данте отримує замовлення знешкодити бізнесмена Аріуса, який хоче прикликати демона Агросакса і здобути його силу зібравши чотири артефакта. Прибувши на острів Дюмарі, Данте рятує дівчину Люсію і зустрічає стару Матьє, яка колись билася разом із Спардою. Матьє дає завдання вберегти артефакти від використання в обмін на розповідь про Спарду. Люсія виявляється створеною Аріусом як ідеальна вбивця, та він використовує її, змушуючи Данте віддати артефакти. Той віддає все необхідне для призову Агросакса, але лиходій не здобуває нічого, бо Данте перехитрив його, замінивши один з артефактів підробним.
Однак ворота в світ демонів все одно відкриваються. Данте вирушає туди, щоб перемогти Агросакса. Тим часом Люсія бореться з Аріусом. Після перемоги, Люсія приходить в агентство Данте, де чекає на його повернення. З-за двору чується звук мотоцикла і Люсія вибігає назустріч.
Devil May Cry 4
Події відбуваються на острові Фортуна, жителі якого поклоняються Спарді, а головним героєм спочатку виступає юнак-сирота Неро, який є напів-людиною, напів-демоном і приховує це. Він стає свідком того як Данте вбиває главу культу Спарди, Санктуса, і вирушає на його пошуки. В цей час повсюди починають нападати демони. Неро відкриває таємницю, що релігійна організація, членом якої він є, насправді прагне прикликати в світ орди демонів, а потім встановити новий порядок за допомогою рухомої статуї Спарди, якого вони називають Спасителем. Неро знаходить меч Ямато, з яким сподівається протистояти злим планам, але меч намагається відібрати Данте, оскільки він належав його брату. Вцілілий Санктус використовує кохану Неро, Кіріє, аби заманити його в пастку і використати його для своїх планів, ув'язнивши в статуї, що зрештою і вдається.
Данте, оцінивши здібності юнака та бажаючи забрати Ямато, визволяє Неро і той перемагає Санктуса. Наприкінці Данте дарує Неро меч, побачивши як він схожий на Вергілія, а по поверненню в агентство отримує чергове замовлення.
Devil May Cry 5
Події розгортаються за 5 років після Devil May Cry 4. Неро відкрив власне агентство з винищення демонів. До нього приходить невідомий чоловік, що відриває Неро його демонічну руку з метою забрати меч Ямато. Невдовзі молодий хлопець на ім'я V наймає Данте, Леді й Тріш щоб ті вбили могутнього демона Урізена, котрий посадив у місті Ред Грейв величезне дерево Кліпот, що росте на крові людей. Там же вони зустрічають Неро і об'єднуються проти Урізена, але зазнають поразки.
Через місяць Неро завдяки допомозі механіка Ніко озброюється протезами руки та воз'єднується з V, щоб завадити демонам отримати плід Кліпота. Адже хто з'їсть цей плід, стане володарем усього Пекла. Неро з V визволяють Леді та розкривають таємницю Урізена. Це демонічна частина брата Данте, Вергілія. Саме Вергілій відірвав руку Неро заради Ямато і у маєтку їхньої сім'ї проштрикнув себе ним. У результаті він відділив свою людську частину від демонічної. Людська частина перетворилася на V, а демонічну він назвав Урізеном щоб не видати себе. Тим часом Данте звільняє Тріш, а згодом пробивається до Кліпота і перемагає Урізена, який встиг з'їсти плід. Проте вмираючий V зливається з Урізеном, завдяки чому відновлює сутність Вергілія. Той відмовляється битися з Данте, якого втомила битва з Урізеном і радить йому відновити сили для нового бою, після чого телепортується на вершину дерева. Данте врешті-решт розповідає Неро, що Вергілій — його батько, і він не хоче, щоб Неро став батьковбивцею, тому вирушає на двобій з Вергілієм.
Коли Данте і Вергілій знову сходяться в бою, Неро розкриває свою демонічну сутність, відновлює руку і не дає братам убити один одного. Щоб зупинити братерське протистояння, він б'ється зі своїм батьком і перемагає. Данте і Вергілій об'єднуються, щоб увійти до Пекла і зрубати коріння Кліпота. На прощання Вергілій віддає своєму синові книжку, яка була у V. Дерево падає і Неро разом з Ніко полишає місто.
Через кілька тижнів Данте все ще немає, а у агентстві господарюють Леді і Тріш та сперечаються, кому воно дістанеться. А дістанеться воно приятелю Данте Морісону, якому він перед своєю місією віддав права власності. Той наймає їх на нову місію. А сам Данте тим часом у Пеклі продовжує битися з Вергілієм, але їхнє протистояння стало більш дружнім ніж зазвичай. Черговий бій переривають демони і сини Спарди починають битву з ними.

### Перезапуск серії
DmC: Devil May Cry
В 2010 Було оголошено про перезапуск серії, першою грою в якій мала стати «DmC: Devil May Cry». Це була перша гра франшизи, розроблена не Capcom, а англійською студією Ninja Theory, та Capcom контролювала виробництво. Ідеї оригінальної серії були переосмислені, а сам Данте отримав новий, більш жорсткий і антигеройський образ, що спочатку отримало негативне сприйняття фанатами. DmC: Devil May Cry вийшла 15 січня 2013 для Xbox 360 і для PlayStation 3, а версія для персональних комп'ютерів з'явилося 25 січня. Однак після виходу гра отримала високі оцінки критиків і схвалення гравців.
Сюжет по-новому переповідає історію Данте, який тепер є сином ангела Єви і демона Спарди. Він бореться проти владики демонів Мундуса, котрий під виглядом банкіра контролює весь світ. Допомагає йому дівчина Кет, здатна переноситися, як і Данте, в демонічне відображення реальності — Лімбо. Данте знаходить свого брата, Вергілія, лідера організації «Порядок», що бореться з демонами.
Скинувши Мундуса, брати покладають край правлінню демонів над людьми, та Вергілій, переконаний в слабкості людей, хоче правити ними. Це стає причиною ворожнечі між братами, а пізніше і морального падіння Вергілія, який тепер бачить сенс життя в отриманні якомога більшої сили.

## Аніме
- Devil May Cry: Анімаційний серіал (2007) — японський серіал з 12-и епізодів, вироблений Madhouse, прем'єра якого відбулася на японському телеканалі Wowow TV. Данте повинен сплатити борг перед Леді, для чого полює на демонів і на одному завданні рятує сироту Петті, якою надалі опікується.
- Devil May Cry (2024) — південнокорейсько-американський серіал з 8-ми епізодів для Netflix. Данте стає ціллю урядової організації DARKCOM, яка одночасно розшукує одержимого демоном терориста, який прагне з'єднати світи людей і демонів.